# Ché Nunnely
Ché Nunnely (Almere, 4 de febrero de 1999) es un futbolista neerlandés que juega como extremo en el S. C. Heerenveen de la Eredivisie.

## Trayectoria

### Ajax
Se unió a las categorías de formación del Ajax desde las filas juveniles del FC Utrecht en 2012. Desde los 16 años fue figura en la selección A1 del club, ganó el campeonato nacional sub-19 en tres ocasiones (2018-19, 2016-17, 2015-16). Hizo su debut profesional en la Eerste Divisie para el Jong Ajax el 13 de enero de 2017 en el partido contra el FC Emmen. Tras no contar con oportunidad en el primer equipo, Nunnely paso al Willem II después de haber jugado dos temporadas para el equipo de reservas Jong Ajax, jugando 42 partidos y marco 10 goles ayudando a su equipo a ganar el título de la Eerste Divisie 2017-18.

### Willem II
El 19 de junio de 2019, se anunció que Nunnely había firmado un contrato de tres años con el Willem II de la Eredivisie. Hizo su debut el 2 de agosto en la victoria por 3-1 como visitante sobre el PEC Zwolle. El 10 de noviembre marcó sus dos primeros goles de la temporada en el partido de local contra el PSV, llevando a su equipo a la victoria por 2-1. Para la temporada 2019-20, Nunnely terminó con cuatro goles y seis asistencias, logrados en 25 apariciones en la liga.

### Heerenveen
El 19 de enero de 2023, Nunnely fue anunciado por el Heerenveen en un contrato hasta el final de la temporada, con opción a dos años más. El 4 de febrero, debutó contra el FC Utrecht como suplente en el minuto 70, perdiendo 1-0. Dos minutos antes del final, marcó el gol del empate, pero su gol fue anulado por fuera de juego.
El 31 de marzo, la opción del club para su contrato se activó automáticamente: como resultado, el acuerdo de Nunnely con el Heerenveen se extendió hasta junio de 2025.

## Selección nacional
Nacido en los Países Bajos, Nunnely es de ascendencia afrosurinamesa. Formó parte de varias selecciones juveniles holandesas. Llegó a las semifinales en el Campeonato Europeo Sub-17 de la UEFA 2016 con la Sub-17. También llegó a las semifinales del Campeonato Europeo de la UEFA Sub-19 2019 con la selección holandesa Sub-19. En ambas ocasiones fueron eliminados por Portugal.

## Clubes
| Club             | País         | Año           |
| ---------------- | ------------ | ------------- |
| Jong Ajax        | Países Bajos | 2016-2019     |
| Willem II        | Países Bajos | 2019-2022     |
| S. C. Heerenveen | Países Bajos | 2023-presente |

## Palmarés

### Títulos nacionales
| Título         | Club      | País         | Año     |
| -------------- | --------- | ------------ | ------- |
| Eerste Divisie | Jong Ajax | Países Bajos | 2017-18 |